# Championnat de Belgique de football 1938-1939
Navigation
Saison précédente Saison suivante
Le championnat de Belgique de football 1938-1939 est la 39e saison du championnat de première division belge. Son nom officiel est « Division d'Honneur ».
Le Beerschot conserve son titre avec une large avance de 7 points sur un autre club de la province d'Anvers, le Liersche SK. C'est le septième et dernier titre remporté par les « Beerschotmen ». Sur la troisième marche du podium, on trouve un surprenant Olympic Charleroi. À l'autre bout du classement, deux anciens champions de Belgique basculent à l'échelon inférieur. Le FC Brugeois termine dernier et descend pour la troisième fois en Division 1. Le second descendant n'est autre que le Daring Club de Bruxelles qui avait pourtant terminé sur le podium lors des cinq saisons précédentes.
Cette saison est également la 33e consécutive en Division d'Honneur pour deux clubs, l'Antwerp et l'Union Saint-Gilloise, qui établissent ainsi un nouveau record en la matière.

## Clubs participants
Quatorze clubs prennent part à la compétition, autant que lors de l'édition précédente. Ceux dont le matricule est mis en gras existent toujours aujourd'hui.
| #  | Nom                                       | Mat. | Ville                 | Stades               | En D1 depuis (série) | Total en D1 | Saison précédente |
| -- | ----------------------------------------- | ---- | --------------------- | -------------------- | -------------------- | ----------- | ----------------- |
| 1  | Royal Sporting Club Anderlechtois         | 35   | Anderlecht            | Stade Émile Versé    | 1935-1936 (4e)       | 11e         | 8e                |
| 2  | Royal Antwerp Football Club               | 1    | Anvers                | Bosuilstadion        | 1901-1902 (33e)      | 38e         | 4e                |
| 3  | Royal Beerschot Athletic Club             | 13   | Anvers                | Kiel                 | 1907-1908 (27e)      | 33e         | 1er               |
| 4  | Koninklijke Boom Football Club            | 58   | Boom                  | ?                    | 1938-1939 (1re)      | 1re         | Division 1A : 1er |
| 5  | Royal Cercle Sportif Brugeois             | 12   | Bruges                | Stade du CS Brugeois | 1938-1939 (1re)      | 33e         | Division 1B : 1er |
| 6  | Royal Football Club Brugeois              | 3    | Bruges                | De Klokke            | 1935-1936 (4e)       | 34e         | 5e                |
| 7  | Daring Club de Bruxelles Société Royale   | 2    | Molenbeek             | Stade du Daring      | 1903-1904 (31e)      | 31e         | 2e                |
| 8  | Royal Olympic Club Charleroi              | 246  | Montignies-sur-Sambre | Stade de la Neuville | 1937-1938 (2e)       | 2e          | 11e               |
| 9  | Association Royale Athlétique La Gantoise | 7    | Gentbrugge            | Stade Jules Otten    | 1936-1937 (3e)       | 14e         | 6e                |
| 10 | Royal Standard Club Liège                 | 16   | Sclessin              | Stade de Sclessin    | 1921-1922 (18e)      | 23e         | 7e                |
| 11 | Koninklijke Liersche Sportkring           | 30   | Lierre                | Lispersteenweg       | 1927-1928 (12e)      | 12e         | 9e                |
| 12 | Royal Football Club Malinois              | 25   | Malines               | Achter de Kazerne    | 1928-1929 (11e)      | 14e         | 12e               |
| 13 | Union Saint-Gilloise Société Royale       | 10   | Uccle                 | Stade du Parc Duden  | 1901-1902 (33e)      | 33e         | 3e                |
| 14 | Royal White Star Athletic Club            | 47   | Woluwe-Saint-Lambert  | rue de Kelle         | 1934-1935 (5e)       | 6e          | 10e               |

### Localisations
| Antwerp Beerschot Liersche SK Boom FC Malinois Bruxelles La Gantoise FC Brugeois CS Brugeois Standard Olympic |

#### Localisation des clubs bruxellois
les 4 cercles bruxellois sont :
(5) Daring CB SR
(6) R. SC Anderlechtois
(7) Union SG SR
 (14) R. White Star AC

## Résultats

### Résultats des rencontres
Avec quatorze clubs engagés, 182 matches sont au programme de la saison.
| Résultats (▼dom., ►ext.)                                   | AND | ANT | BEE | BOO | CSB | FCB | DAR | LAG | LIE | FCM | OLY | STA | USG | WST |
| R. SC Anderlechtois                                        |     | 4-3 | 0-1 | 2-2 | 0-1 | 2-2 | 3-0 | 4-0 | 2-1 | 1-3 | 0-2 | 2-2 | 1-1 | 2-1 |
| R. Antwerp FC                                              | 4-1 |     | 1-3 | 2-3 | 3-1 | 6-1 | 1-1 | 3-1 | 2-5 | 1-1 | 3-1 | 3-4 | 1-2 | 5-2 |
| R. Beerschot AC                                            | 2-2 | 3-0 |     | 1-2 | 2-0 | 2-0 | 5-0 | 4-0 | 1-1 | 4-1 | 5-1 | 3-1 | 0-3 | 3-1 |
| K. Boom FC                                                 | 2-3 | 1-0 | 3-2 |     | 4-0 | 4-2 | 2-2 | 0-0 | 2-2 | 0-1 | 1-4 | 2-2 | 3-2 | 2-1 |
| R. CS Brugeois                                             | 0-2 | 4-3 | 3-1 | 1-1 |     | 1-1 | 0-0 | 1-0 | 1-8 | 2-4 | 2-4 | 2-2 | 1-2 | 4-0 |
| R. FC Brugeois                                             | 1-3 | 4-1 | 0-3 | 3-0 | 2-2 |     | 3-2 | 0-3 | 1-4 | 0-2 | 1-3 | 3-6 | 2-0 | 3-0 |
| Daring CB SR                                               | 1-2 | 0-2 | 1-3 | 6-0 | 0-0 | 0-0 |     | 0-0 | 1-2 | 1-4 | 0-0 | 2-1 | 1-0 | 0-0 |
| ARA La Gantoise                                            | 0-1 | 1-1 | 1-2 | 6-1 | 1-2 | 0-0 | 2-2 |     | 1-1 | 0-3 | 4-0 | 3-1 | 1-0 | 1-0 |
| K. Liersche SK                                             | 3-1 | 3-3 | 3-3 | 3-0 | 1-2 | 3-0 | 1-1 | 3-0 |     | 3-0 | 3-0 | 4-1 | 2-0 | 6-3 |
| FC Malinois                                                | 2-1 | 2-3 | 2-3 | 2-0 | 0-1 | 3-2 | 1-1 | 2-1 | 3-2 |     | 0-1 | 8-3 | 4-1 | 5-5 |
| R. Olympic CC                                              | 1-1 | 0-0 | 0-2 | 3-1 | 5-3 | 4-2 | 3-0 | 1-0 | 4-0 | 3-2 |     | 5-4 | 0-2 | 6-0 |
| R. Standard CL                                             | 6-1 | 0-0 | 0-3 | 0-2 | 4-1 | 1-3 | 7-1 | 1-0 | 2-1 | 4-3 | 2-5 |     | 5-5 | 0-2 |
| Union St-Gilloise SR                                       | 2-4 | 2-2 | 2-4 | 2-1 | 3-1 | 6-2 | 3-5 | 3-3 | 2-2 | 0-2 | 3-2 | 3-3 |     | 7-4 |
| White Star AC                                              | 1-0 | 1-0 | 1-5 | 4-1 | 3-2 | 3-2 | 3-3 | 1-3 | 1-1 | 1-1 | 3-1 | 0-0 | 4-1 |     |
| - Victoire à domicile - Match nul - Victoire à l'extérieur |     |     |     |     |     |     |     |     |     |     |     |     |     |     |

### Classement final
| Rang | Équipe                    | Pts | J  | G  | N  | P  | Bp | Bc | Diff |
| ---- | ------------------------- | --- | -- | -- | -- | -- | -- | -- | ---- |
| 1    | R. BEERSCHOT AC T         | 41  | 26 | 19 | 3  | 4  | 70 | 29 | +41  |
| 2    | K. Liersche SK            | 34  | 26 | 13 | 8  | 5  | 67 | 37 | +30  |
| 3    | R. Olympic Club Charleroi | 33  | 26 | 15 | 3  | 8  | 60 | 44 | +16  |
| 4    | R. FC Malinois            | 32  | 26 | 14 | 4  | 8  | 64 | 45 | +19  |
| 5    | R. SC Anderlechtois       | 28  | 26 | 11 | 6  | 9  | 45 | 47 | -2   |
| 6    | Union St-Gilloise SR      | 24  | 26 | 9  | 6  | 11 | 57 | 60 | -3   |
| 7    | K. Boom FC                | 24  | 26 | 9  | 6  | 11 | 40 | 55 | -15  |
| 8    | R. Antwerp FC             | 23  | 26 | 8  | 7  | 11 | 53 | 51 | +2   |
| 9    | R. Standard CL            | 23  | 26 | 8  | 7  | 11 | 62 | 67 | -5   |
| 10   | R. White Star AC          | 22  | 26 | 8  | 6  | 12 | 45 | 64 | -19  |
| 11   | R. CS Brugeois            | 22  | 26 | 8  | 6  | 12 | 38 | 56 | -18  |
| 12   | ARA La Gantoise           | 21  | 26 | 7  | 7  | 12 | 32 | 37 | -5   |
| 13   | Daring CB SR              | 20  | 26 | 4  | 12 | 10 | 31 | 48 | -17  |
| 14   | R. FC Brugeois            | 17  | 26 | 6  | 5  | 15 | 40 | 64 | -24  |

Légende
- Champion de Belgique 1939
- Club relégué pour la saison suivante

Abréviations
T : Tenant du titre 1938

 : nouveau venu depuis la saison précédente

### Meilleur buteur
Jozef Wagner (R. Antwerp FC) avec 32 buts. Il est le 24e joueur belge sacré meilleur buteur de la plus hautre division.

#### Classement des buteurs
Le tableau ci-dessous reprend les 18 meilleurs buteurs du championnat, soit les joueurs ayant inscrit dix buts ou plus durant la saison.
| #   | Pays | Joueur                  | Club                      | Buts | Matches joués |
| --- | ---- | ----------------------- | ------------------------- | ---- | ------------- |
| 1.  |      | Jozef Wagner            | R. Antwerp FC             | 31   | 26            |
| 2.  |      | Jean Capelle            | R. Standard CL            | 27   | 21            |
| =.  |      | Albert De Cleyn         | R. FC Malinois            | 27   | 24            |
| 4.  |      | Henri Isemborghs        | R. Beerschot AC           | 26   | 26            |
| =.  |      | Jan Goossens            | Olympic Club de Charleroi | 26   | 26            |
| 6.  |      | Michel Van Vaerenbergh  | R. SC Anderlechtois       | 15   | 26            |
| 7.  |      | Frans Van der Kuylen    | K. Liersche SK            | 14   | 20            |
| 8.  |      | Henri Coppens           | R. FC Malinois            | 12   | 26            |
| =.  |      | François Winnepenninckx | Union Saint-Gilloise SR   | 12   | 26            |
| 10. |      | Jean Collet             | R. White Star AC          | 11   | 21            |
| =.  |      | Léopold Vlaminck        | Union Saint-Gilloise SR   | 11   | 24            |
| =.  |      | Arthur Ceuleers         | R. Beerschot AC           | 11   | 26            |
| =.  |      | Raymond Braine          | R. Beerschot AC           | 11   | 26            |
| 14. |      | Joseph Desmedt          | Union Saint-Gilloise SR   | 10   | 20            |
| =.  |      | Marius Mondelé          | Daring CB SR              | 10   | 21            |
| =.  |      | André De Schepper       | R. CS Brugeois            | 10   | 23            |
| =.  |      | Maurice Van Den Eynde   | K. Liersche SK            | 10   | 25            |
| =.  |      | Bernard Voorhoof        | K. Liersche SK            | 10   | 25            |

## Récapitulatif de la saison
- Champion : Royal Beerschot AC (7e titre)
- Deuxième équipe à remporter sept titres
- Dixième titre pour la province d'Anvers.

| Région flamande (8)             | Région flamande (8) | Province de Brabant (4)      | Province de Brabant (4) | Région wallonne (2)    | Région wallonne (2) |
| ------------------------------- | ------------------- | ---------------------------- | ----------------------- | ---------------------- | ------------------- |
| Province d'Anvers               | 5                   | Région de Bruxelles-Capitale | 4                       | Province de Hainaut    | 1                   |
| Province de Flandre-Occidentale | 2                   | Province du Brabant flamand  | 0                       | Province de Liège      | 1                   |
| Province de Flandre-Orientale   | 1                   | Province du Brabant wallon   | 0                       | Province de Luxembourg | 0                   |
| Province de Limbourg            | 0                   |                              |                         | Province de Namur      | 0                   |

1. ↑  Au niveau footballistique, la province de Brabant est toujours unitaire malgré sa partition territoriale en 1995.

### Admission et relégation
Le FC Brugeois termine dernier et est relégué pour la troisième fois en Division1, cinq ans après son retour en Division d'Honneur. L'autre place descendante est occupée par le Daring CB, vice-champion douze mois plus tôt. Le club bruxellois s'écroule lors de cette saison, et doit quitter l'élite pour la première fois depuis son admission en championnat, soit après une série de 31 saisons consécutives à ce niveau, la troisième plus longue série en cours.
Ces deux équipes sont remplacées pour la saison suivante par Tilleur et l'Eendracht Alost. Les liégeois sont de retour en Division d'Honneur après cinq saisons en Division 1. C'est déjà la quatrième fois que Tilleur remporte ce championnat. Alost rejoint lui la plus haute division nationale pour la première fois de son Histoire.

### Débuts en Division d'Honneur
Un club fait ses débuts dans la plus haute division belge. Il est le 40e club différent à y apparaître.
- Le K. Boom FC est le 11e club de la province d'Anvers à évoluer dans la plus haute division belge.

### Bilan de la saison
| Championnat de Belgique de football 1938-1939 |                            |
| Champion                                      | R. Beerschot AC (7e titre) |
| Dauphin                                       | K. Liersche SK             |
| Promotions et relégations                     |                            |
| Promus en Division d'Honneur                  | R. Tilleur FC              |
| Promus en Division d'Honneur                  | SC Eendracht Aalst         |
| Relégués en Division 1                        | R. FC Brugeois             |
| Relégués en Division 1                        | Daring CB SR               |